# 10543 Klee
10543 Klee (1992 DL4) là một tiểu hành tinh vành đai chính được phát hiện ngày 27 tháng 2 năm 1992 bởi F. Borngen ở Tautenburg.